# Ламије ди Олимпије-Селва (Бриндизи)
Ламије ди Олимпије-Селва (итал. Lamie di Olimpie-Selva) је насеље у Италији у округу Бриндизи, региону Апулија.
Према процени из 2011. у насељу је живело 2679 становника. Насеље се налази на надморској висини од 372 м.